# 六ヶ所村立泊小学校
六ヶ所村立泊小学校（ろっかしょそんりつ とまりしょうがっこう）は、青森県上北郡六ヶ所村大字泊にある公立小学校。

## 概要
- 本校は、泊地区を学区としている。
- 主な進学先は、泊中学校。

## 児童数
2022年（令和4年）5月1日現在
| 学年 | 1年 | 2年 | 3年 | 4年 | 5年 | 6年 | 特別支援   | 合計 |
| ---- | --- | --- | --- | --- | --- | --- | ---------- | ---- |
| 学級 | 1   | 1   | 1   | 1   | 1   | 1   | 2          | 8    |
| 児童 | 19  | 10  | 16  | 14  | 15  | 22  | （6） 内数 | 96   |

## 沿革
- 1876年（明治9年）4月15日 - 創立。
- 1877年（明治10年）11月10日 - 泊字村ノ内37番地に第七大区第十六中学区東海小学（まもなく「泊小学」に改称）開校。
- 1888年（明治21年）4月1日 - 泊簡易小学校と改称。
- 1891年（明治24年）4月1日 - 泊小学校が4年制となる。
- 1892年（明治25年）4月1日 - 尾鮫（おぶち）簡易小学校を併合。泊尋常小学校に改称。尾鮫簡易小学校は、本校尾鮫分校となる。
- 1900年（明治33年）4月 - 二又分校設置。
- 1903年（明治36年）4月15日 - 出戸分校設置。
- 1908年（明治41年） - 泊字川原70番地に移転。
- 1918年（大正7年）7月4日 - 尾鮫分教場が独立し、尾鮫尋常小学校になる（事実上の再独立）。二又・出戸の両分教場は、尾鮫尋常小学校の分教場に変更。
- 1924年（大正13年）4月1日 - 高等科を併置し、泊高等尋常小学校に改称。
- 1937年（昭和12年）6月1日 - 校歌・校章制定。
- 1941年（昭和16年）4月1日 - 国民学校令により、泊国民学校に改称。
- 1943年（昭和18年）3月18日 - トイレから出火し、校舎全焼。
- 1944年（昭和19年）4月1日 - 校舎新築工事着手も戦局の悪化で中断。
- 1947年（昭和22年）
  - 4月1日 - 学制改革（新学制）により、六ヶ所村立泊小学校に改称。同日から泊中学校を併置し、高等科生を中学校に移籍。
  - 9月25日 - 新校舎落成。
- 1957年（昭和32年）4月1日 ｰ 泊中学校校舎竣工し、移転。
- 1964年（昭和39年）3月18日 - 校旗樹立。
- 1970年（昭和45年）
  - 7月14日 - 校舎新築。
  - 8月25日 - 校舎落成移転。
- 1972年（昭和47年）1月21日 - 体育館完成。
- 1976年（昭和51年）12月27日 - 創立100周年記念碑「百輪無限」建立。
- 1977年（昭和52年）2月25日 - 創立百周年記念式典挙行。
- 1978年（昭和53年）7月21日 - 水泳プール完成し、プール開きを行う。
- 1983年（昭和58年）4月8日 - 給食センター完成により、六ヶ所村内小中学校の完全給食開始。
- 2004年（平成16年）11月22日 - 新校舎完成。入校式挙行し、新校舎での授業開始[2]。
- 2005年（平成17年）10月22日 - 創立130周年記念式典挙行し、祝賀会開催。
- 2009年（平成21年）5月27日 - 各学級に大型電子情報ボードが導入される。
- 2016年（平成28年）1月12日 - 5学年児童と6学年児童にタブレット端末導入。
- 2021年（令和3年）4月1日 - 泊中学校に併置化される[3]。

## 通学区域
- 泊[4]

## 周辺
- 国道338号
- ファミリーマート六ヶ所泊店
- 六ヶ所村立泊こども園 - 進学前こども園
- 六ヶ所村民図書館
- 泊地区ふれあいセンター
- 泊郵便局
- 本校の職員住宅

## アクセス
- 下北交通泊線・六ヶ所線路線バスで、「泊砂森」バス停から、徒歩約650m・徒歩約10分。
  - なお、「泊小学校前」バス停もあるが、学校まで若干の遠回りとなる。
    - 六ヶ所村役場から泊小学校前まで、約25分。
    - 野辺地駅前から泊小学校前まで、約1時間20分。
    - むつターミナルから泊小学校前まで、約1時間20分。
    - 学校までのアクセス - 泊小学校ホームページ内
- 六ヶ所村役場から車で、約14km・約30分。
- JR大湊線・青い森鉄道野辺地駅から、車で約45km・約1時間半。

## 参考資料
- 『青森県教育史 別巻』（青森県教育委員会・1973年12月20日）825頁「学校沿革 小学校 泊小学校」
- 『六ヶ所村史』（六ヶ所村史刊行委員会・1997年4月30日）77頁～220頁「年表」